# Södra Björntjärnen (Gustav Adolfs socken, Värmland)
Södra Björntjärnen är en sjö i Hagfors kommun i Värmland och ingår i Göta älvs huvudavrinningsområde.